# Corlo (Veneto)
Il Corlo è un centro abitato del Veneto, diviso tra i comuni di Valbrenta (che la considera frazione) e Arsiè (che la classifica come località).
Si colloca sulla sinistra orografica della val Cismon, non lontano dalla confluenza di quest'ultima nel canale del Brenta. Nei pressi si trova la diga che forma il bacino artificiale detto lago del Corlo. È ormai pressoché disabitata.

## Geografia fisica
Il Corlo si arrocca lungo il versante sudorientale della valle del Cismon, all'imboccatura della valle del Corlo che, insinuandosi all'interno del gruppo del Grappa, termina ai piedi del monte Prassolan (1482 m s.l.m.).
A est si innalza il monte Fredina (1309 m), la cui cima è raggiungibile dal villaggio seguendo il segnavia 8.

## Storia
L'origine del toponimo viene ricondotta al latino corulus, corylus "nocciolo".
Il 24 luglio 1944, per rappresaglia contro le frequenti azioni partigiane, la contrada fu rastrellata dai soldati tedeschi che bruciarono dodici case.